# Euploea viridis
Euploea viridis är en fjärilsart som beskrevs av Butler 1882. Euploea viridis ingår i släktet Euploea och familjen praktfjärilar. Inga underarter finns listade i Catalogue of Life.